# Diu vi Salvi Regina
Diu vi Salvi Regina (Déu et salvi, reina) és un cant religiós dedicat a la Verge Maria creat a Itàlia per sant Francesc de Geronimo vers el 1675, encara que algunes tradicions afirmen que l'autor fou un pastor de Niolu, Salvadore Costa. Fou adoptat com a himne nacional de Còrsega a la Consulta de Corte, el 30 de gener de 1735, quan la república de Còrsega decidí proclamar la seva independència de Gènova i demanà la protecció de la Verge Maria. Des d'aleshores el nacionalisme cors l'ha reivindicat com a himne nacional de Còrsega.

## Lletra
Diu vi salvi Regina
È madre universale
Per cui favor si sale
Al paradisu.
Voi siete gioa è risu
Di tutti i scunsulati
Di tutti i tribulatti
Unica speme.
À voi sospira è geme
Il nostru afflitu core
In un mar' di dolore
È d'amarezza.
Maria, mar' di dolcezza
I vostri ochji pietosi
Materni ed amorosi
À noi volgete.
Noi miseri accogliete
Nel vostru santu velu
Il vostru figliu in celu
À noi mostrate.
Gradite ed ascultate
Ô vergine Maria
Dolce è clemente è pia
Gli affleti nostri accogliete.
Voi da i nemici nostri
À noi date vitoria
E poi l'eterna gloria
In paradisu.